# Alpaida leucogramma
Alpaida leucogramma är en spindelart som först beskrevs av White 1841.  Alpaida leucogramma ingår i släktet Alpaida och familjen hjulspindlar. Inga underarter finns listade i Catalogue of Life.